# Kraftwerk Aceca
Das Kraftwerk Aceca ist ein Gas-und-Dampf-Kombikraftwerk in der Gemeinde Villaseca de la Sagra, Provinz Toledo, Spanien. Die installierte Leistung des Kraftwerks beträgt 800 MW. Die Erzeugung des Blocks 3 lag 2017 bei 689 Mio. kWh, die Erzeugung des Blocks 4 2007 bei 2,595 Mrd. kWh.

## Eigentümer und Betreiber
Der Block 3 des Kraftwerks ist im Besitz von Iberdrola Generación, S.A.U. und wird von Iberdrola Operación y Mantenimiento, S.A.U., einer Tochter von Iberdrola Generación, betrieben. Der Block 4 des Kraftwerks ist im Besitz von Naturgy und wird auch von Naturgy betrieben.

## Kraftwerksblöcke
Das Kraftwerk besteht gegenwärtig aus zwei Blöcken, die 2005 und 2006 in Betrieb gingen. Die folgende Tabelle gibt einen Überblick:
| Block | Max. Leistung (MW) | Betriebsbeginn | Turbine      | Generator    | Dampfkessel            | Status      |
| ----- | ------------------ | -------------- | ------------ | ------------ | ---------------------- | ----------- |
| 1     | 314                | 1969           | Westinghouse | Westinghouse | Combustion Engineering | Stillgelegt |
| 2     | 314                |                | Westinghouse | Westinghouse | Combustion Engineering | Stillgelegt |
| 3     | 400                | 2005           | GE           | GE           | NEM                    |             |
| 4     | 400                | 2006           | GE           | GE           | Doosan                 |             |

Die installierte Leistung der Blöcke 1 und 2 wird mit jeweils 313,5 (bzw. 314 oder 315) angegeben. Im Dezember 2012 wurde die Erlaubnis zur Stilllegung und zum darauffolgenden Abriss der Blöcke erteilt. Beide Blöcke verwendeten Schweröl als Brennstoff.
Die installierte Leistung von Block 3 wird mit 386 (bzw. 400) angegeben. Die Gasturbine leistet dabei maximal 250 MW und die Dampfturbine maximal 150 MW. Der Block 3 nahm im Juli 2005 den kommerziellen Betrieb (nach drei Monaten Probebetrieb) auf.
Bei den Blöcken 3 und 4 sind die Gas- und die Dampfturbine an eine gemeinsame Welle (single-shaft) angeschlossen.